# Jiří Stodůlka
Jiří Stodůlka (* 7. února 1950) je český politik a energetik, bývalý senátor za obvod č. 80 – Zlín a člen KDU-ČSL.

## Vzdělání, profese a rodina
Dálkově vystudoval energetiku na Vysokém učení technickém v Brně, poté až do vstupu do senátu pracoval jako energetik. Je ženatý, má dvě dcery a tři syny.

## Politická kariéra
V letech 1990-2000 působil jako zastupitel a radní města Otrokovice, na tento post v roce 2000 rezignoval. V roce 1999 kandidoval na místopředsedu KDU-ČSL, avšak nebyl zvolen.
Ve volbách 1996 se stal členem horní komory českého parlamentu, přestože jej v prvním kole porazil občanský demokrat Zdeněk Dostál v poměru 31,48 % ku 29,48 % hlasů. Ve druhém kole však vyhrál Stodůlka s 60,16 % hlasů. V senátu vykonával funkci místopředsedy Ústavně-právního výboru (1996-2000), od roku 1998 zasedal v Mandátovém a imunitním výboru a od téhož roku předsedal Komisi Senátu pro Ústavu České republiky.
Ve volbách 2000 svůj mandát obhájil, přestože jej v prvním kole předčil tehdejší starosta Otrokovic Stanislav Mišák v poměru 39,25 % ku 33,93 % hlasů. Druhé kolo vyhrál křesťanský demokrat s 51,01 % hlasů. V horní komoře usedl opět do Ústavně-právního výboru, pokračoval v předsednictví rozšířené Stálé komise Senátu pro Ústavu České republiky a parlamentní procedury a stal se místopředsedou senátorského klubu KDU-ČSL, kde v letech 2002-2006 zastával post 1. místopředsedy. Angažoval se také zase v Mandátovém a imunitním výboru.
Ve volbách 2006 opět kandidoval na post senátora, tentokráte vyhrál první kolo se ziskem 23,01 % hlasů oproti nezávislé Janě Juřenčákové, která získala 19,18 % hlasů. Ve druhém kole obdržel 41,41 % hlasů, což na obhajobu mandátu nestačilo a do horní komory byla zvolena Juřenčáková.
V lednu 2007 nastoupil jako náměstek ministra a předsedy Legislativní rady vlády na Úřad vlády, v lednu 2009 pak jako 1. náměstek ministra a státní tajemník na Ministerstvo pro místní rozvoj.
Do roku 2010 působil jako generální sekretář KDU-ČSL.

## Aféra „zákon za milión“
Redaktoři Mladé fronty DNES se rozhodli vyzkoušet odolnost vedoucích pracovníků stranických sekretariátů před lákavými nabídkami ze strany lobbistů kvůli změně zákona. Jednalo se o tehdy o změně loterijního zákona, KDU-ČSL proti hazardu silně brojila. Stodůlka jako tehdejší generální sekretář strany se s redaktory, představujícími majitele sítě heren, dvakrát sešel. Z jeho chování vyplývalo, že by nabídku milion za změnu loterijního zákona přijal, avšak po poradě s tehdejším předsedou Cyrilem Svobodou odmítl. V září 2009 na post kvůli této kauze rezignoval.